# Olympische Sommerspiele 1900/Leichtathletik – 800 m (Männer)
Der 800-Meter-Lauf der Männer bei den Olympischen Spielen 1900 in Paris wurde am 14. und 16. Juli 1900 im Croix Catelan entschieden. Olympiasieger wurde der Brite Alfred Tysoe. Er gewann vor den beiden US-Amerikanern John Cregan – Platz zwei – und David Hall – Platz drei.

## Rekorde
Der inoffizielle Weltrekord wurde in einem Rennen über 880 Yards aufgestellt, das entspricht 804,672 Metern.
| Weltrekord         | 1:53,4 min | Charles Kilpatrick | USA        | New York (USA), 21. September 1895             |
| Olympischer Rekord | 2:10,0 min | Edwin Flack        | Australien | Vorlauf OS Athen (Griechenland), 6. April 1896 |

Folgende Rekorde wurden bei diesen Olympischen Spielen über 800 Meter gebrochen oder eingestellt:
| OR | 1:59,0 min | David Hall | USA | 1. Vorlauf, 14. Juli |

## Medaillen
Wie schon bei den I. Olympischen Spielen vier Jahre zuvor gab es jeweils eine Silbermedaille für den Sieger und Bronze für den zweitplatzierten Athleten. Der Sportler auf Rang drei erhielt keine Medaille.

## Ergebnisse

### Vorläufe
14. Juli 1900
Es gab drei Vorläufe, aus denen je zwei Läufer den Endlauf erreichten – farbig unterlegt.
Vorlauf 1

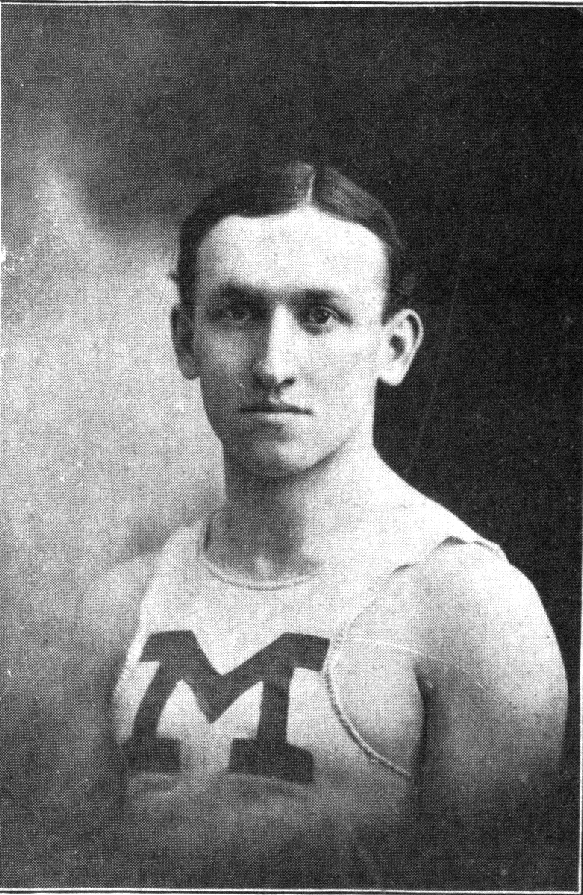
Howard Hayes – ausgeschieden als Dritter
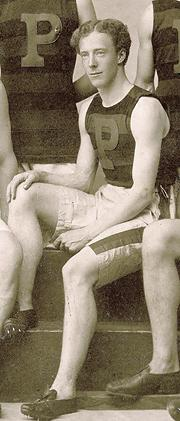
Alex Grant – ausgeschieden als vermutlich Sechster oder Siebter

| Platz | Name                  | Land           | Zeit (min) |           |
| ----- | --------------------- | -------------- | ---------- | --------- |
| 1     | David Hall            | USA            | 1:59,0     | OR        |
| 2     | Alfred Tysoe          | Großbritannien | 1:59,2     | geschätzt |
| 3     | Howard Hayes          | USA            | unbekannt  |           |
| 4     | Maurice Salomez       | Frankreich     | unbekannt  |           |
| 5     | Christian Christensen | Dänemark       | unbekannt  |           |
| ?     | Walter Drumheller     | USA            | unbekannt  |           |
| ?     | Alex Grant            | USA            | unbekannt  |           |

Alfred Tysoe lag drei Yards hinter dem Sieger des Vorlaufes, Howard Hayes folgte mit weiteren sechs Yards Rückstand. Bei Walter Drumheller und Alex Grant ist nicht bekannt, ob sie das Ziel erreichten und in welcher Reihenfolge sie ggf. einliefen. Grant war zudem eigentlich Kanadier startete aber im Team der USA, da er dort studierte.

Bei zur Megede sind nur die ersten Vier aufgeführt.
Vorlauf 2
| Platz | Name             | Land       | Zeit (min) |
| ----- | ---------------- | ---------- | ---------- |
| 1     | Henry Deloge     | Frankreich | 2:00,6     |
| 2     | Zoltán Speidl    | Ungarn     | unbekannt  |
| 3     | Justus Scrafford | USA        | unbekannt  |
| ?     | Edward Bushnell  | USA        | unbekannt  |
| ?     | Emilio Banfi     | Italien    | unbekannt  |
| ?     | Harrison Smith   | USA        | unbekannt  |

Der Vorsprung von Henry Deloge auf seine beiden Verfolger wird mit drei bzw. acht Yards angegeben. Von den drei letzten Läufern ist nicht bekannt, ob und in welcher Reihenfolge sie das Ziel erreichten.

Bei zur Megede sind die Angaben bis Platz drei übereinstimmend, auf Rang vier wird bei ihm der Deutsche Albert Werkmüller geführt. Weitere Teilnehmer sind in der letztgenannten Quelle nicht benannt.
Vorlauf 3
| Platz | Name            | Land   | Zeit (min) |           |
| ----- | --------------- | ------ | ---------- | --------- |
| 1     | John Cregan     | USA    | 2:03,0     |           |
| 2     | John Bray       | USA    | 2:03,4     | geschätzt |
| 3     | Harvey Lord     | USA    | unbekannt  |           |
| ?     | Edward Mechling | USA    | unbekannt  |           |
| ?     | Ondřej Pukl     | Böhmen | unbekannt  |           |

Der Vorsprung von John Cregan auf seine beiden Verfolger wird mit sechs bzw. zehn Yards angegeben. Von den beiden letzten Läufern ist nicht bekannt, ob und in welcher Reihenfolge sie das Ziel erreichten.

Bei zur Megede sind die Angaben der ersten beiden Läufer übereinstimmend, auf Rang drei wird in dieser Quelle Edward Mechling geführt. Weitere Teilnehmer sind bei zur Megede nicht benannt.

### Finale
16. Juli 1900
| Platz | Name          | Land           | Zeit (min) |           |
| ----- | ------------- | -------------- | ---------- | --------- |
| 1     | Alfred Tysoe  | Großbritannien | 2:01,2     |           |
| 2     | John Cregan   | USA            | 2:03,0     | geschätzt |
| 3     | David Hall    | USA            | unbekannt  |           |
| 4     | Henry Deloge  | Frankreich     | unbekannt  |           |
| 5     | Zoltán Speidl | Ungarn         | unbekannt  |           |
| 6     | John Bray     | USA            | unbekannt  |           |

Favorisiert war vor allem der Brite Alfred Tysoe, der im Olympiajahr schon mehrfach unter zwei Minuten gelaufen war. Seine beiden schärfsten Konkurrenten waren der US-Amerikaner John Cregan, der in dieser Saison die zwei-Minuten-Marke ebenfalls schon unterboten hatte, und der Franzose Henry Deloge, der sich als Teilnehmer vom veranstaltenden Verein Hoffnungen auf eine gute Platzierung machte.
Deloge führte das Feld auf der ersten Hälfte der Strecke an, wobei mit 1:05 Minuten für die ersten 400 Meter ein gemächliches Tempo gelaufen wurde. Grund für den langsamen Beginn war die Teilnahme einiger Läufer am 1500-Meter-Finale am Tag zuvor. In Runde zwei beschleunigten Tysoe und Cregan, Tysoe setzte sich weiter ab und gewann deutlich. Cregan und Hall folgten mit Rückständen von drei bzw. acht Yards auf den Olympiasieger. Auch Hall überlief schließlich noch den Franzosen und sicherte sich die Bronzemedaille. Einige Quellen sprechen sogar von einem Schwächeanfall und Sturz von Deloge. Die zweite Runde wurde deutlich schneller in 56 Sekunden gelaufen.
Als siebter Finalteilnehmer ist auf der IOC-Seite noch der Däne Christian Christensen benannt.

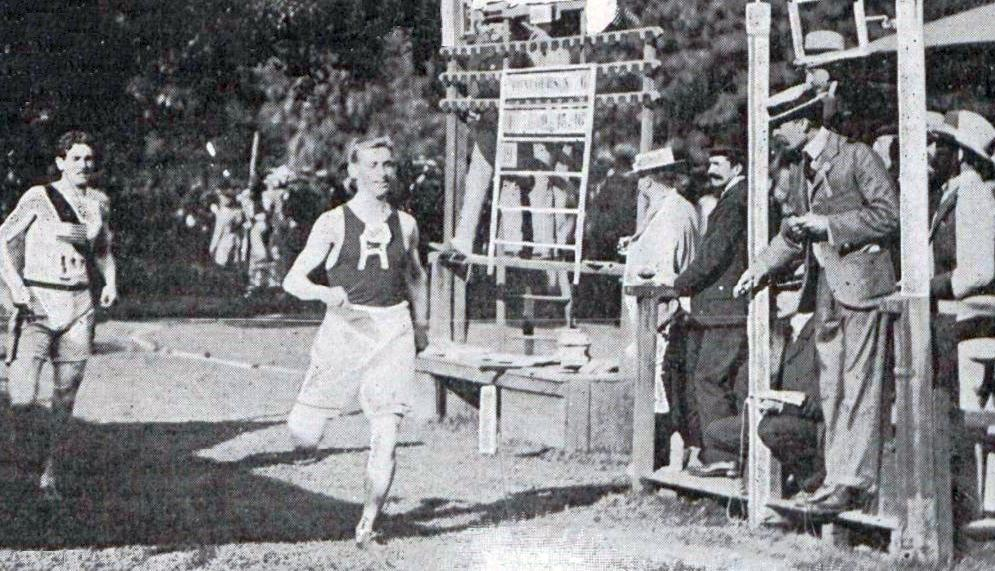
Alfred Tysoe siegte im olympischen Finale vor John Cregan
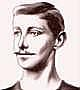
Olympiasieger Alfred Tysoe
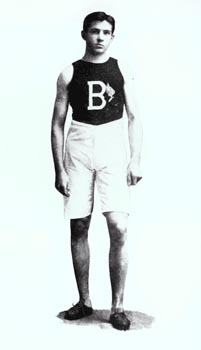
Der drittplatzierte David Hall
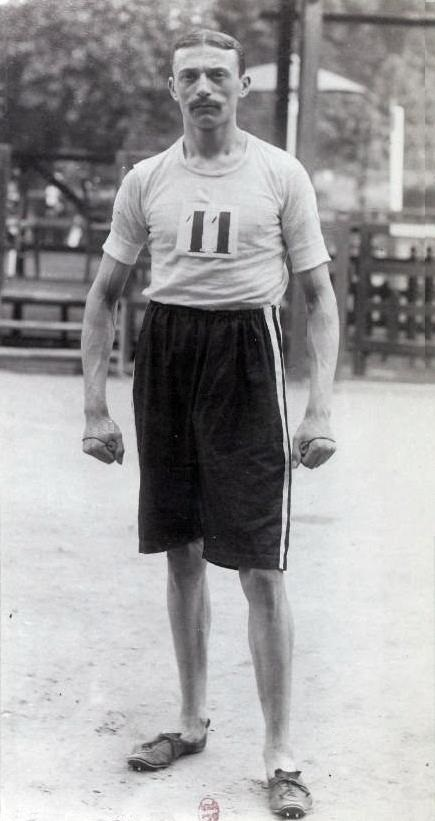
Henry Deloge belegte Rang vier